# Linux发行版选择器

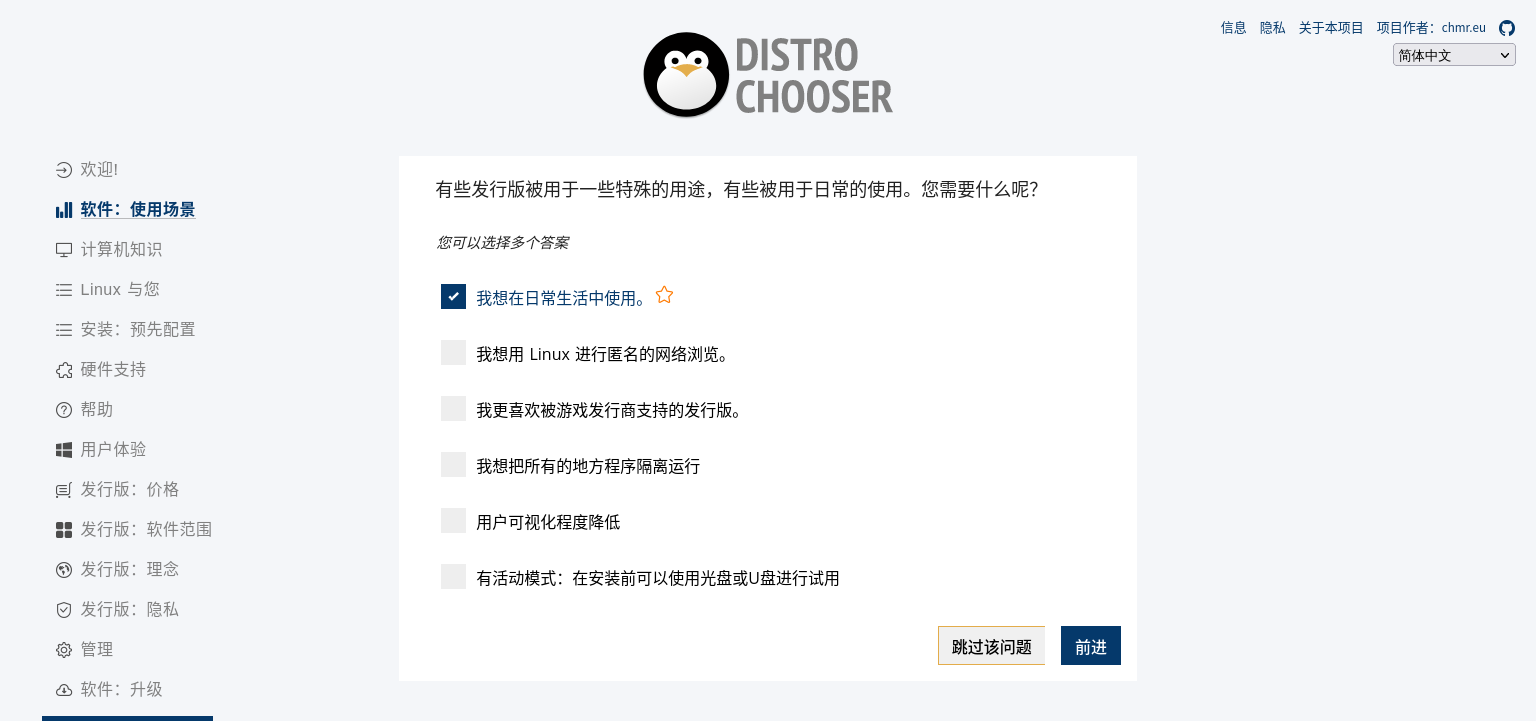
Linux 发行版选择器的中文截图

Linux发行版选择器（Linux Distribution Chooser），是由Zegenie Studios提供的一款相当实用且受欢迎的Linux发行版选择器。通过完成一个不超过十六题的问卷测试，用户就可以知道哪个发行版最适合自己了。问题都非常简短， 例如有没有使用过Linux，会不会硬碟分割等等。
这个测试目前有二十二种语言版本，包含中文版。